# Underground comix

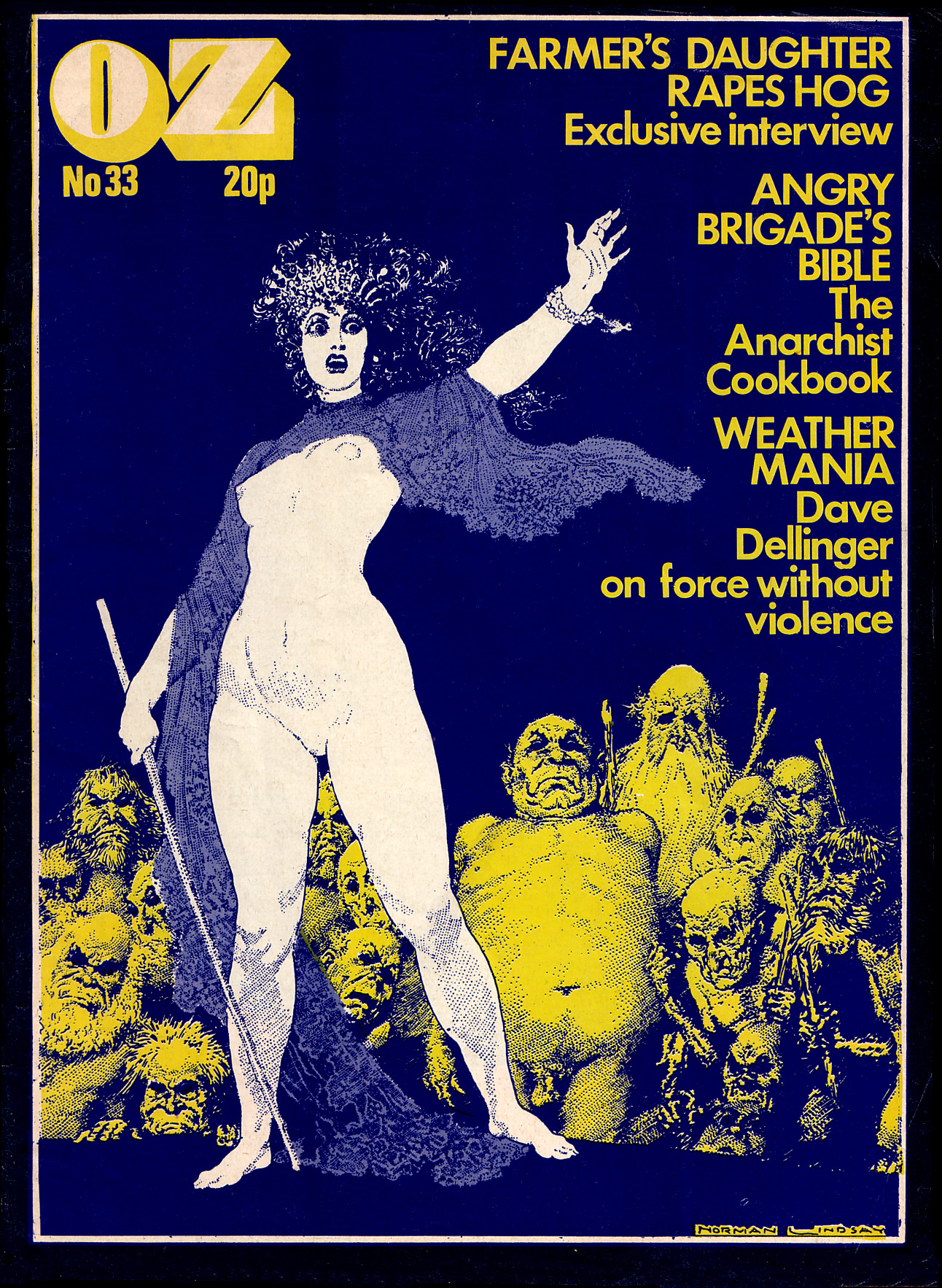
OZ London, No.33, fevereiro de 1971; arte de Norman Lindsay

Underground comix foi um movimento artístico norte-americano da década de 60 na área das histórias em quadrinhos. O movimento foi uma reação à censura promovida pela Comics Code Authority, a qual fornecia um selo de admissibilidade apenas aos quadrinhos com temática própria para crianças, isto é, não contendo, entre outros temas, violência e erotismo. O  Underground comix foi, portanto, um movimento de quadrinhos para adultos, quadrinhos que abordavam precisamente os temas proibidos pela Comics Code Authority.
Robert Crumb, Gilbert Shelton, Barbara "Willy" Mendes, Trina Robbins e vários outros cartunistas criaram títulos underground populares entre os leitores da contracultura. O punk tinha seus próprios quadrinhos, como Gary Panter. Muito depois de seu apogeu, o underground comix ganhou destaque com filmes e programas de televisão influenciados pelo movimento e com os quadrinhos populares, mas seu legado é mais óbvio com os quadrinhos alternativos.